# Śnieżyca karpacka
Śnieżyca karpacka (Leucojum vernum var. carpathicum) – podgatunek śnieżycy wiosennej, geofit, rodzimy element flory górskiej, endemit (może raczej subendemit) wschodniokarpacki. Śnieżyca karpacka jest zasadniczo endemitem wschodniokarpackim. Występuje na Słowacji, Ukrainie, w Siedmiogrodzie. W Polsce występuje w Bieszczadach oraz nielicznie na Pogórzu Karpackim. Na Słowacji występuje jedynie w jej wschodniej części, na pograniczu Niziny Wschodniosłowackiej i pasma górskiego Wyhorlatu, gdzie w roku 1996 zostało potwierdzonych 10 stanowisk tej rośliny w powiatach Trebišov i Michalovce, najbogatsze w rezerwacie przyrody Jovsianska hrabina.

## Systematyka i nomenklatura
Śnieżyca karpacka została opisana po raz pierwszy w 1818 roku jako Leucojum vernum var. carpathicum Sims. Jej pozycja taksonomiczna była kilkukrotnie rewidowana i występuje również pod synonimami: Leucojum carpathicum (Sims) Sweet (1830), Erinosma carpathica (Sims) Herb. (1837), Leucojum vernum subsp. carpathicum (Sims) K.Richt. (1890).
Nazwa leucojum pochodzi od greckich słów to leucon ich – biały fiołek. Jest to jedna z najwcześniejszych kwitnących na wiosnę roślin.

## Morfologia
Zasadniczo pokrojem nie różni się od śnieżycy wiosennej z wyjątkiem jednej wybitnej cechy: ma zawsze pędy dwukwiatowe.

## Biologia i ekologia
Bylina, geofit. Występuje w dolinach rzek, co związane jest z transportem diaspor. Siedliskiem śnieżycy karpackiej są głównie lasy łęgowe, zwłaszcza w ich okresowo zalewanych strefach brzegowych oraz przyległe, aluwialne łąki. Rośnie również w reglu, zwłaszcza na polanach reglowych. Na stanowiskach, na których ma sprzyjające warunki glebowe i wodne, występuje z reguły w licznych populacjach.

## Zagrożenia i ochrona
Jako odmiana śnieżycy wiosennej Leucojum vernum L. objętej od 2014 roku ochroną częściową w Polsce, śnieżyca karpacka także podlega ochronie.  W latach 1946–2014 znajdowała się pod ochroną ścisłą. Śnieżyca karpacka podlega ochronie również na Słowacji. W tamtejszej "Czerwonej Księdze paproci i roślin nasiennych" (2001 r.) odmiana posiada kategorię "zagrożony" (EN).